# 上野毛稲荷神社
上野毛稲荷神社（かみのげいなりじんじゃ）は、東京都世田谷区の神社。

## 歴史
創建年代は不明である。上野毛通りの稲荷坂の途中に位置している。野毛六所神社とともに上野毛村の鎮守であった。
摂末社として北野神社がある。1902年（明治35年）に氏子総代によって建てられた「菅公一千年祭再建 北野神社」の石碑がある。

## 交通アクセス
- 上野毛駅より徒歩4分。